# Picardiella hebes
Picardiella hebes là một loài tò vò trong họ Ichneumonidae.